# Christophe Paul de Beaumont
Pour les articles homonymes, voir Beaumont.
Christophe Armand Paul Alexandre, vicomte de Beaumont, est un administrateur et homme politique français né le 30 décembre 1770 à Paris et mort le 12 juillet 1841 à Pau (Pyrénées-Atlantiques).

## Biographie
Officier, puis préfet des Basses-Pyrénées, il est député de la Dordogne de 1824 à 1830, siégeant avec les royalistes constitutionnels.

### Sources
« Christophe Paul de Beaumont », dans Adolphe Robert et Gaston Cougny, Dictionnaire des parlementaires français, Edgar Bourloton, 1889-1891 [détail de l’édition]